# Descanso de tela

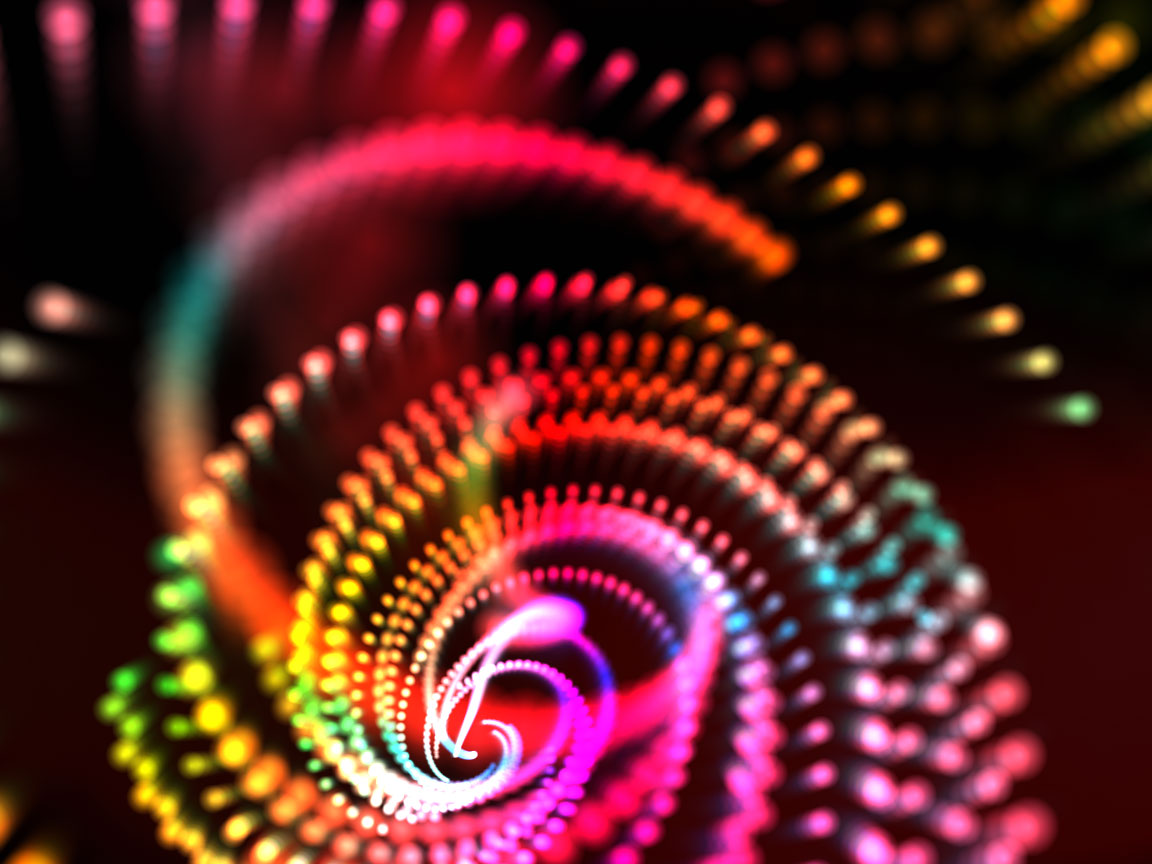
Descanso de tela com efeitos de partículas.

Descanso de tela, protecção de ecrã (português europeu) ou protetor de tela (português brasileiro) (também referido pelo termo original em inglês, Screensaver) é um programa de computador originalmente desenvolvido para preservar a qualidade de imagem do monitor, simplesmente "escurecendo" a tela ou preenchendo-a com animações quando o computador permanece muito tempo sem uso. Atualmente os descansos de tela são mais utilizados por entretenimento ou segurança.

## Função
Antes da proliferação dos monitores (ecrãs em Portugal) de LCD, a maioria das telas de computador eram baseados na tecnologia de tubo de raios catódicos (CRT sigla em inglês de cathode ray tube). As imagens em um monitor CRT são geradas por raios de elétrons emitidos da parte posterior do tubo e manipulado por campos eletromagnéticos para formar as linhas da imagem na tela fosforescente várias vezes por segundo.
Em algumas situações as imagens exibidas na tela mudam constantemente, mas em outros casos, algumas áreas da tela — ou a tela inteira — mudam muito pouco (a barra de tarefas do Windows por exemplo). Quando uma imagem é mostrada na tela CRT por muito tempo, as propriedades das áreas expostas do revestimento fosforescente dentro da tela mudam gradativa e permanentemente, levando eventualmente a uma "sombra" ou "imagem fantasma" na tela. Osciloscópios de televisores e outros dispositivos que usam CRTs são susceptíveis a essa "queima" (burn-in), assim como as telas de plasma em proporções menores.
Os descansos de tela foram desenvolvidos originalmente para evitar estes efeitos ao mudar automaticamente as imagens na tela nos momentos em que o computador não está em uso ("descansando", "protegendo" ou ainda "salvando" a tela). Podem ser configurados para serem executados após um certo período de inatividade do teclado ou mouse (rato em Portugal). O descanso de tela então apaga a tela ou mais freqüentemente produz efeitos animados, evitando assim que algum tipo de imagem se "fixe" na tela. O descanso de tela tradicionalmente permanece ativo até que o usuário pressione alguma tecla ou movimente o mouse (ou interaja com outro dispositivo de entrada do aparelho), momento no qual o descanso de tela é encerrado e o conteúdo anterior da tela é restaurado, permitindo ao usuário continuar sua tarefa.
Telas de CRT usadas em dispositivos públicos como caixas eletrônicos ou ainda jogos de fliperama, o risco do burn-in é especialmente alto devido à exibição de uma tela de saudação ou indicadores fixos nos momentos em que a máquina não está em uso. Dispositivos antigos projetados sem considerar os problemas do burn-in normalmente mostram estes danos à tela, com imagens ou textos como "Insira seu cartão" visíveis mesmo quando a tela já exibe outro menu. A opção de escurecer a tela normalmente é descartada por fazer a máquina parecer danificada ou desligada, então nesses casos, a solução adotada é mover o conteúdo da tela após alguns segundos ou exibir imagens diferentes de tempos em tempos.
CRTs modernos são menos suscetíveis ao burn-in que modelos antigos devido a melhorias na camada de fósforo e ao fato das imagens nos computadores possuirem um contraste menor que as telas monocromáticas ou de texto verde com fundo preto. As telas em LCD, incluindo os painéis utilizados em notebooks não são afetados pelo burn-in porque a imagem não é produzida com fósforo (apesar de poderem sofrer outras formas não-permanentes de persistência de imagens). Por essas razões, os descansos de tela atualmente têm função meramente decorativa ou de entretenimento, com imagens ou padrões em movimento e, algumas vezes, efeitos sonoros.

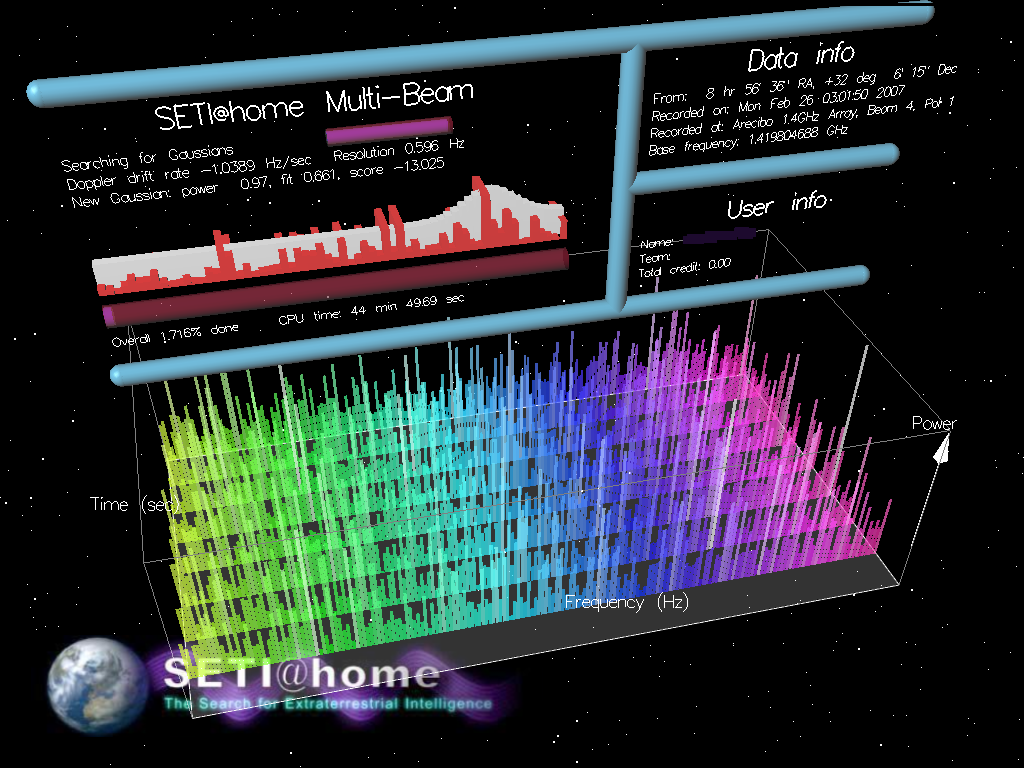
Imagem do projeto SETI@Home.

Alguns descansos de tela ativam tarefas úteis em segundo plano como varredura de antivírus ou aplicativos de computação distribuída (como o projeto SETI@home).

## História
O primeiro screensaver foi supostamente escrito para o IBM PC original por John Socha, mais conhecido por criar o programa Norton Commander; ele também cunhou o termo screen saver. O programa, chamado scrnsave, foi publicado na edição de dezembro de 1983 da revista Softalk. Consistia basicamente em deixar a tela escura após três minutos de inatividade (intervalo que só poderia ser alterado através de uma recompilação do programa).

## Considerações
Monitores exibindo descansos de tela consomem a mesma quantidade de energia quanto quando exibem imagens normais, o que varia de poucos watts em telas menores de LCD a até centenas em telas de plasma. A maioria dos computadores modernos podem ser configurados para colocar o monitor em um modo de baixo consumo. O modo de economia para monitores é normalmente parte das opções de gerenciamento de energia oferecidos pelos sistemas operacionais modernos quando suportados pelo computador e o próprio monitor.
Além disso, o uso de descansos de tela no lugar de seu desligamento pode reduzir a sua vida útil, já que seus componentes (caso da iluminação fluorescente nos LCDs) permanecem ativos e envelhecem mais rápido do que quando estão desativados. Os tubos fluorescentes perdem brilho com o tempo e geralmente sua substituição custa caro (algumas vezes forçando a substituição da tela completa). Assim, a melhor forma de preservar a imagem do monitor é simplesmente desligando-o, ou deixando que o gerenciamento de energia do sistema operacional o faça automaticamente.

## Segurança

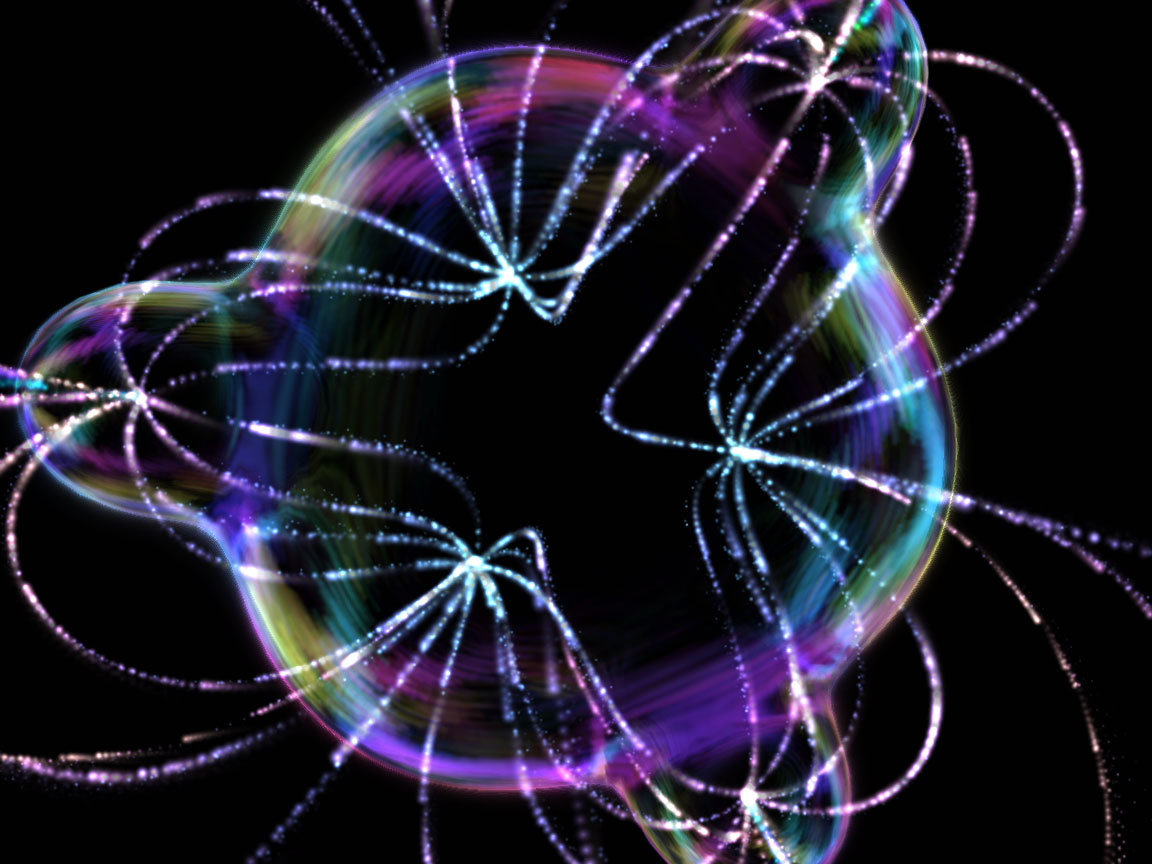
Protetor de tela com efeitos de física de partículas.

Descansos de tela podem ser usados com uma forma rudimentar de segurança. Muitos descansos de tela podem ser configurados para pedir ao usuário uma senha antes de se desativar. Outra pessoa no entanto pode burlar a senha simplesmente reiniciando o computador caso o usuário da máquina configure sua conta para se autenticar automaticamente na inicialização.

### Riscos de segurança em Windows
No sistema operacional Windows o formato nativo de descansos de tela (.scr) tem o potencial de instalar vírus quando executados. A abertura de qualquer arquivo com o sufixo ".scr", vindo por exemplo de um anexo de email, faz com que o Windows execute o arquivo automaticamente — permitindo com qual algum vírus ou malware se instale. Versões modernas do Windows fornecem notificações de segurança ao detectar a origem do arquivo.
Em 12 de maio de 2006, a BBC noticiou que "free screensavers" e "screensavers" (descansos de tela gratuitos) são respectivamente o primeiro e terceiro itens de busca mais suscetíveis a exibir links com aplicativos nocivos.
- Commons
- Wikcionário